# Cosmología china
La cosmología China corresponde al conjunto de las diferentes cosmologías y cosmogonías presentes en las diferentes tradiciones y religiones de China.

## Cosmología Arcaica
"La concepción del Universo en la China antigua se expone según la teoría del Kai t’ien registrada en el “Chou pei suan ching” (tratado escrito alrededor del siglo IV a.C). Kai t’ien sostenía que el cielo y la Tierra eran planos y se encontraban separados por una distancia de 80.000 li (un li equivalente a medio kilómetro), además que el Sol tenía un diámetro de 1.250 li y se movía circularmente en el plano del cielo".
A finales del siglo III a. C. se debate entre las concepciones influenciadas por Lao Zu y Confucio. Del año 207 a. C. es la confrontación entre el universo taoísta, amorfo e infinito, con la esfera perfecta de los confucianos.
En el siglo I después de Cristo, Chi Meng sostiene en su libro Hsuan Yeh que "las estrellas, el sol y la luna flotan en el espacio vacío y el color azul del cielo es aparente", una ilusión óptica.

## Concepción taoísta
Hsuan Yeh, considera el Universo sin forma y por lo tanto infinito y vacío. Su esencia, el dao, es la vía de la naturaleza, del hombre y de todos procesos cósmicos.
Huainanzi. El Espíritu cósmico en la enciclopedia del taoísmo.

## Concepción budista
La cosmogonía budista es la descripción de la forma y evolución del universo de acuerdo con los escritos y comentarios canónicos budistas. No es solamente la forma de múltiples mundos o esferas en un espacio, sino su evolución en el tiempo. Se divide en cosmogonía espacial y cosmogonía temporal.
En el budismo, el universo no fue creado por un ser superior, sino que forma parte de ciclos de destrucciones y de creaciones inherente a la propia naturaleza. Es como el símil de un ser vivo, el cual nace y muere, y (de acuerdo a la creencia budista) luego vuelve a nacer y repetir el ciclo. Nuestro mundo como miles de los que hay está condenado a morir y renacer, así como también el universo, que nace, muere y renace. 
Todo el universo se considera hecho con base en los cinco elementos básicos: tierra, agua, fuego, aire y espacio. La cosmogonía budista está imbuida en la creencia en el karma. Como resultado, algunas edades son plenas de prosperidad y paz debido a la bondad común, mientras que otras están repletas de sufrimiento, deshonestidad y corta esperanza de vida.
La auto-coherente cosmogonía budista que es presentada en comentarios y trabajos de Abhidharma, tanto en escuelas theravada como mahāyāna, es el producto final de un análisis y reconciliación de los comentarios cosmogónicos presentes en las sutras budistas y en las tradiciones vinaia. No hay un solo sūtra que explique toda la estructura del multiverso. Sin embargo, en varios sūtras el Buda Gautama describe otros mundos y estados del ser, y otros sūtras describen el origen y destrucción del universo. La síntesis de estos conocimientos en un solo sistema exhaustivo debió de haber ocurrido tempranamente en la historia del budismo, ya que el sistema descrito en la tradición pali vibhajyavāda (representada por los theravādas de hoy) concuerda, a pesar de incoherencias de nomenclatura, con la tradición sarvāstivāda que es preservada por los budistas mahāyāna.
La visión del mundo presentada en las descripciones de la cosmogonía budista no se debe interpretar como una descripción literal del universo. Es incoherente y no es consecuente con la información astronómica ya conocida en la antigua India. Pero no es su intención hacer una descripción de cómo los humanos ordinarios perciben su mundo, sino, más bien, mostrar el universo visto a través del divia chakṣus, el ‘ojo divino’ por el cual un Buda o Arhat que ha cultivado esta facultad puede percibir todos los demás mundos y seres naciendo y muriendo dentro de estos y saber sus renacimientos pasados y futuros. Esta cosmogonía también ha sido interpretada de manera simbólica o alegórica (ver Diez reinos espirituales).

## Concepción confucianista
Hun Thien, considera que el Universo es esférico.

### Concepción neoconfuciana
Durante la Dinastía Song (960-1279), los neoconfucianos, carentes de una base teórica y filosófica de su doctrina, tomaron valiosos elementos de otras doctrinas, principalmente de los taoístas, para desarrollar su cosmología. En el siglo XII, el filósofo Chu Hsi o Zhu Xi (朱熹, 1131-1200) establece la teoría del principio universal de la naturaleza, Li y Qi: un caos primordial de materia en movimiento, con nueve esferas de vientos, en donde la materia pesada se concentra y la materia liviana tiende hacia los bordes. 
Zhu Xi, "la mente suprema de síntesis de toda la historia de China", al decir del sinólogo Joseph Needham en Science and Civilization in China, propone dos conceptos básicos: 
- Li, el principio generador, principio de la organización y la estructura cósmica universal que contiene en sí mismo todos los qi menores y los patrones más limitados, originando las energías de la mónada china: el yang (positiva) y el yin (negativa) y los cinco elementos: fuego, tierra, metal, agua y madera.

- Qi, fuerza vital, materia-energía, tenue materia imperceptible, u ondas etéreas, fuera de la cual el Qi-sólido, la materia física perceptible - se forma por el giro y la coagulación centrífuga.

Las cartas y narraciones de los misioneros jesuitas acerca de Zhu Xi pudieron haber influido a Descartes para su teoría de la primera materia y su teoría vorticional de la gravitación y la cosmogénesis.

La mónada china o taijitu, representación de las energías de yin y yang, principio de la cosmolgía neoconfuciana.

En síntesis, el Macrocosmos o universo, es el mayor organismo y contiene innumerables microcosmos integrados, celestiales y terrestres; cada microcosmos posee su propio principio de organización fundamental que le provee el gran macrocosmos.

## Conceptos

### Las galaxias y las antiguas teorías chinas
El desarrollo del pensamiento taoísta parece adelantarse a las modernas teorías sobre la formación de las galaxias, como se desprende de los libros Huai Tzu (120 a. C.) y Lun-hengG (82 d. C.): la cosmología centrípeta o vorticial de los primeros astrónomos chinos se basa en la existencia de torbellinos que solidifican los mundos salidos de la materia primera;